# Eurypus rubens
Eurypus rubens là một loài bọ cánh cứng trong họ Mycteridae. Loài này được Kirby miêu tả khoa học năm 1818.